# Masacre de Santa Bárbara (Perú)
Se conoce como Masacre de Santa Bárbara al asesinato de 15 personas, entre adultos y niños, en el pueblo de Santa Bárbara, el 4 de julio de 1991 en la región de Huancavelica, Perú. La masacre fue perpetrada por miembros de las Fuerzas Armadas del Perú por órdenes del Teniente Javier Bendezú Vargas. Según reportó la Comisión de la Verdad y Reconciliación, los militares estuvieron involucrados en actos de saqueo y robo de ganado, que posteriormente Bendezú Vargas vendió.

## Antecedentes
En junio de 1991 se decretó la prórroga del Estado de Emergencia en el Departamento de Huancavelica, quedando suspendido el ejercicio de los derechos de inviolabilidad del domicilio, libre tránsito, reunión y de no ser detenido salvo por mandato judicial o flagrante delito. Inclusive se estableció el toque de queda en la ciudad de Huancavelica desde las 7 de la noche hasta las 6 de la mañana. Durante ese horario, los pobladores estaban prohibidos de salir de sus casas o movilizarse por la ciudad. Sin embargo, con el pretexto de mantener el orden en las noches, señala la Comisión de la Verdad y Reconciliación, miembros del Ejército o patrullas militares ingresaban a las casas de los pobladores, robaban sus pertenencias y ganado llegando en algunos casos a cometer asesinatos y violaciones sexuales.
Además, en la zona de Santa Bárbara, continuamente se producían incursiones de Sendero Luminoso que cometían asesinatos, robos de alimentos, artefactos y ganado, violaciones y numerosos destrozos, de tal modo que los pobladores se encontraban entre dos frentes, provocando que muchos de ellos se desplazaran a las ciudades abandonando sus casas y campos de cultivo.

## La masacre
El 4 de julio de 1991 una patrulla del Ejército al mando del Teniente de Infantería EP Javier Bendezú Vargas, acompañada de algunos ronderos, llegó al anexo de Rodeo Pampa en la comunidad campesina de Santa Bárbara en el transcurso de la operación militar denominada "Apolonia" (según los militares procesados, el nombre del operativo tuvo dicho nombre porque los senderistas llamaban a Rodeo Pampa como "Apolonia"). Tras detener a miembros de la familia Hilario, a quienes acusaban de pertenecer a la subversión, prendieron fuego a sus viviendas para obligarlos a salir, luego de lo cual los mantuvieron detenidos el resto de la noche totalmente desnudos pese a la inclemencia del clima.
De acuerdo a la versión del sargento Pacheco Zambrano se sumaron a los detenidos un varón, una mujer adulta y una niña de aproximadamente 3 años de edad, supuestos miembros de Sendero Luminoso. Refirió que otro soldado detuvo a un sujeto que viajaba en dirección al poblado y que por su parte el sargento Carrera Gonzáles consiguió detener a siete personas, bajando luego hacia el centro del caserío donde encontró que el resto de la tropa había maltratado a los pobladores después de sacarlos de sus casas.
En el camino hacia la mina “Misteriosa”, la patrulla encontró a Elihoref Huamaní Vergara a quien sumaron al grupo de detenidos. Un testigo ha manifestado a la Comisión de la Verdad y Reconciliación, que el padre de Elihoref no se mostró preocupado por la detención de su hijo, puesto que como licenciado del Ejército suponía que no le harían daño alguno. Sin embargo, Elihoref Huamaní desapareció sin dejar rastro presumiéndose razonablemente que fue asesinado con los demás campesinos.
Cuando llegaron a su destino, las 15 personas fueron introducidas al interior del socavón; posteriormente los soldados les dispararon ráfagas de FAL y procedieron a instalar cargas explosivas (dinamita) provocando una deflagración que terminó por esparcir los restos de los cuerpos acribillados. Según la versión dada por un poblador de Santa Bárbara, cuyo hijo habría estado muy cerca al lugar donde acontecieron los hechos, se produjeron dos explosiones sucesivas. 
Según testimonios de soldados recopilados por la Comisión de la Verdad y Reconciliación, el Teniente Bendezú Vargas fue quien ordenó las ejecuciones. Por su parte, Bendezú, al dar su declaración, afirmó que los pobladores se suicidaron masivamente al arrojarse a un barranco mientras eran conducidos hacia la base militar de Licay, versión que fue desestimada por el juez militar a cargo de la instrucción por ser poco creíble. Además, los militares procesados admitieron que recibieron, de parte de Bendezú, 20 soles cada uno por la venta de decenas de cabezas de ganado requisados en Rodeo Pampa.

## Condena
En un hecho inusual, luego de una investigación ordenada por el Comando Conjunto de la Fuerza Armada, el 16 de octubre de 1992 el Consejo de Guerra Permanente de la Segunda Zona Judicial del Ejército expidió sentencia contra los responsables por delitos de función con el propósito de evitar la competencia del fuero civil. Los sentenciados posteriormente fueron beneficiados por la ley de amnistía (1995). En el marco de su mandato, la Comisión de la Verdad y Reconciliación recomienda al Poder Judicial disponer la reapertura del proceso penal, anulando previamente los efectos procesales de la Ley de amnistía otorgada a favor de los victimarios de conformidad con la sentencia pronunciada por la Corte Interamericana de Derechos Humanos.